# Orleanesia ecuadorana
Orleanesia ecuadorana är en orkidéart som beskrevs av Dodson. Orleanesia ecuadorana ingår i släktet Orleanesia och familjen orkidéer. Inga underarter finns listade i Catalogue of Life.